# Leonard Abington
Leonard Abington (* 23. Juli 1724 in Westminster, London, Königreich Großbritannien; † 3. August 1766 in St Marylebone, London, Königreich Großbritannien) war ein britischer Violinist, Trompeter, Sänger (Bass) und Komponist.

## Leben
Leonard Abingtons Eltern waren der Trompeter und Cembalist (1698–1774) Josepha Abington Junior und dessen Frau Sarah Hankinson. Sein Großvater Joseph Abington Senior (1668–1745) war Mitglied von His Majesty’s Band of Music. Abington war vom 5. November 1752 bis 1755 Mitglied der Royal Society of Musicians. Er war wahrscheinlich Sänger in der Westminster Abbey. Für die Vergnügungsparks Marylebone Gardens und Vauxhall Gardens komponierte er diverse Lieder. Am 11. Juni 1763 wurde seiner zweiten Ehefrau Elizabeth Jenkins, die er 1762 geheiratet hatte, der gemeinsame Sohn Leonard Joseph Abington (1763–1843), der auch Musiker und Sänger (Bass) wurde, geboren. Insgesamt hatten sie vier Kinder. 1766 starb Leonard Abington an Typhus.

## Werke (Auswahl)
- A midnight thought, oder No more, oh! then my soul, für Gesang, Flöte und bezifferten Bass, um 1740 OCLC 1114053959 OCLC 863554851 753 RISM ID: 991012343 RISM ID: 991012344
  - Fassung für hohe Stimme und Cembalo, um 1750 OCLC 863554851
- An ode address'd to a young lady. Sung by Mr. Wilder RISM ID: 991012345
- Bright Celia's charm. A song. RISM ID: 991012336
- Charming Sally, Incipit: When I and my Sally., um 1750 OCLC 863554898 Fassung mit beziffertem Bass, um 1750 OCLC 181890236 mit beziffertem Bass. Das Werk wurde vom Sänger Master Philipps in Marylebone Gardens gesungen. OCLC 181890229 RISM ID: 991012336
- Chloe sleeping, für hohe Stimme und Cembalo, mt Fassung für Flöte, um 1750 OCLC 43122106 RISM ID: 991012333 RISM ID: 991012334
- Damon and Celia. A Dialogue, um 1750 OCLC 497022647 RISM ID: 991012340
- The bashful shepherd, für hohe Stimme und Cembalo mit beziffertem Bass, Text: S. Boyce, Incipit: A modest, bashful youth I am., London, um 1750 Das Werk wurde vom Sänger Mr Wilder in Marybone Gardens gesungen. OCLC 863554823 RISM ID: 991012332

- The bird, that from the limetwig flies. An Ode. Der Song wurde vom Sänger Mr Wilder gesungen. RISM ID: 991012335
- An Ode address'd to a young Lady, Text: S. Boyce. Das Werk wurde vom Sänger Mr Wilder in Marylebone Gardens gesungen, um 1750 OCLC 497022673
- Phillis's Resolution, Song, um 1750 OCLC 497022677 RISM ID: 991012346
- Bright Celia’s charms. Song, Incipit: Celia's bright charms no more I'll choose. Für Gesang mit Basso continuo und Flöte. OCLC 7550320 OCLC 1061606881
- The Luckless Lover, Text: Boyce, 1753 OCLC 497022653OCLC 497022660 For many a year. The luckless lover. A new song. RISM ID: 991012341
- No more, oh! then my soul. A midnight thought. A song, 1
- Damon. A New Song, um 1760 OCLC 497022642 RISM ID: 991012339
- The Power of Love, um 1760 Das Werk wurde vom Sänger Mr Baker in Marylebone Gardens gesungen OCLC 497022683 RISM ID: 991012347